# رود تنکا
رود تنکا (روسی: Тенька) یک رود در استان ماگادان کشور روسیه است.